# Bunny Wailer

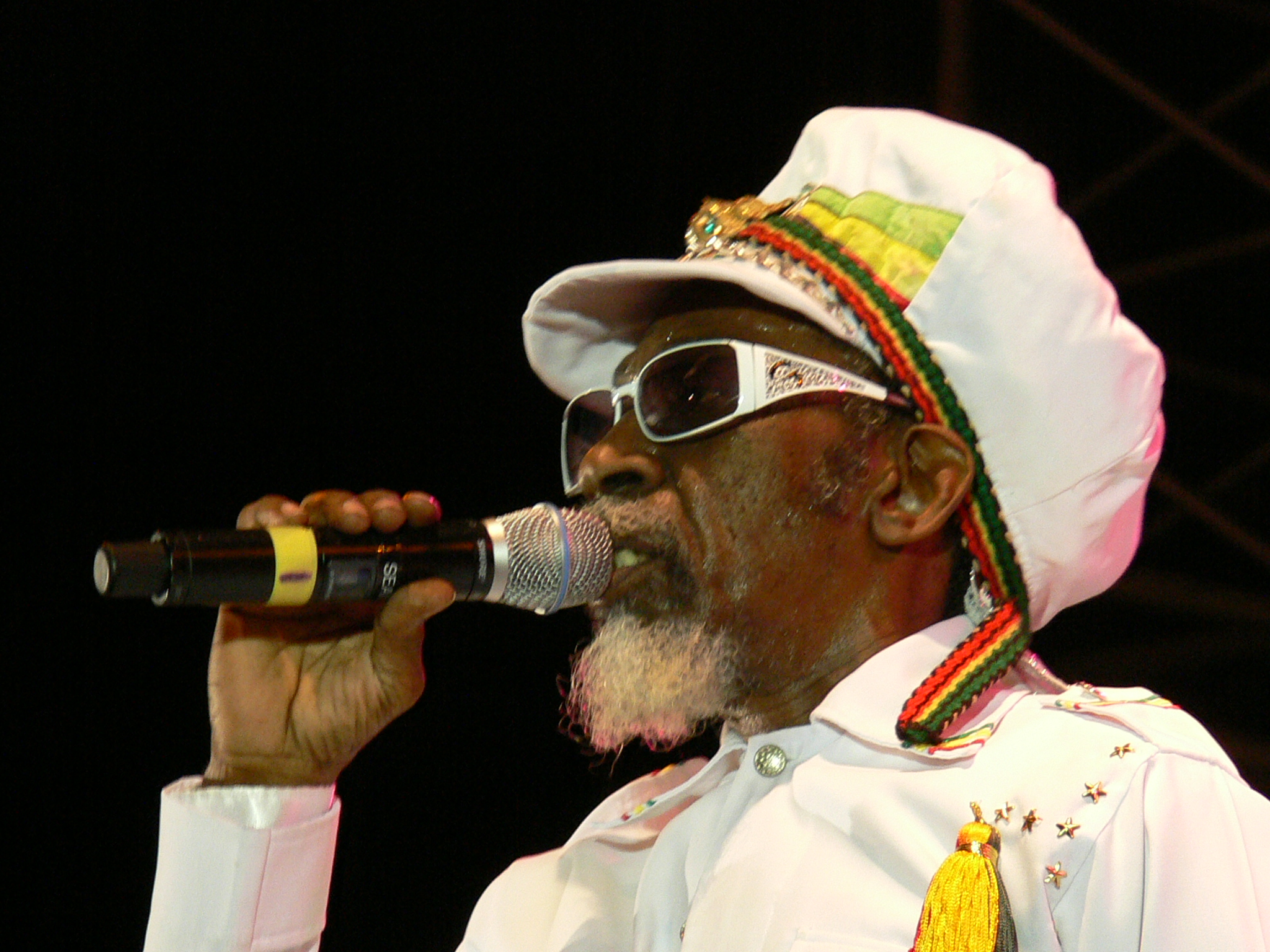
Bunny Wailer 2008

Bunny Wailer bzw. Bunny Livingston, OM, (* 10. April 1947 in Kingston als Neville O’Reilly Livingston; † 2. März 2021 ebenda) war ein jamaikanischer Reggae-Musiker.
Neben Bob Marley und Peter Tosh war er das dritte ständige Mitglied der (frühen) Wailers. Er gründete sie mit Marley 1963, bevor Tosh dazustieß. Bis zur Trennung der ursprünglichen Wailers 1973/74 kamen und gingen viele verschiedene Musiker, während diese drei durchgehend dabei waren. Gemeinsam sorgten sie für zahlreiche Erfolge wie Trenchtown Rock, Nice Time, Stir It Up und Get Up, Stand Up.

## Werdegang
Bunny Wailer wuchs genauso wie Bob Marley im Dorf Nine Miles auf. Seit Bunnys neuntem Lebensjahr waren sie beste Freunde und zogen beide später mit ihren Familien nach Trenchtown, Kingston. Bunnys Vater hatte ein Kind mit Bobs Mutter, was zusätzlich eine Verbindung zwischen den beiden schuf. Gemeinsam lernten sie mit selbstgebauten Instrumenten zu musizieren, wobei eines Tages Peter Tosh zu ihnen stieß. Zu dritt gelang ihnen 1964 ihr erster Hit Simmer Down (für Coxsone Dodds Label Studio One). Neben Tosh und vor allem Marley war auch Livingston bei einigen Liedern der Leadsänger, so zum Beispiel bei Dreamland und Dancing Shoes.
Im Juni 1967, kurz nach der Unterzeichnung eines Vertrags mit JAD Records, dem Musiklabel von Johnny Nash, wurde Bunny Wailer wegen Marihuanabesitz verhaftet und für vierzehn Monate ins Gefängnis gesperrt. Seinen Platz übernahm für diese Zeit Rita Marley, so bei der JAD-Single Bend Down Low / Mellow Mood von Bob, Rita & Peter.
Wie Peter Tosh verließ Bunny Wailer 1974 die Wailers, um eine Solokarriere zu beginnen. Sein Debütalbum war Blackheart Man, ein Meisterwerk des Roots-Reggae, welches von Kennern als Reggae-Klassiker angesehen wird. Bunny Wailer produzierte die meisten seiner Alben auf dem eigenen Musiklabel Solomonic Records Ltd.
Er gewann im Jahr 1991 mit Time Will Tell – A Tribute to Bob Marley einen Grammy in der Kategorie Beste Reggae-Aufnahme, weitere Grammys folgten 1995 und 1997 mit Crucial! Roots Classics und Hall of Fame – A Tribute to Bob Marley’s 50th Anniversary, jeweils in der Kategorie Bestes Reggae-Album.
Bunny Wailer starb am 2. März 2021 im Alter von 73 Jahren, nachdem er sich von einem im Juli 2020 erlittenen Schlaganfall nicht mehr hatte erholen können.

## Ehrungen
Im Jahr 2012 wurde er für seinen Pionierbeitrag zur musikalischen Entwicklung Jamaikas mit dem Order of Jamaica ausgezeichnet, dem vierthöchsten Orden des Landes. Im Oktober 2017 wurde er mit dem Order of Merit ausgezeichnet, dem dritthöchsten Orden des Landes.

## Diskografie (Auswahl)

### The Wailers
- The Wailing Wailers (1965)
- Soul Rebels (1970)
- Soul Revolution Part II (1971)
- The Best of the Wailers (1971)
- Catch a Fire (1973)
- African Herbsman (1973)
- Burnin’ (1973)

### Soloalben
- Blackheart Man (1976)
- Protest (1977)
- Roots Radics Rockers Reggae / In I Father’s House (1979)
- Rootsman Skanking / Rock ’n’ Groove (1981)
- Sings The Wailers (1981)
- DUBD’SCO Volumes 1 & 2 (1981)
- Time Will Tell / Tribute (1981)
- Marketplace (1985)
- Liberation (1988)
- Rule Dance Hall (1988)
- Gumption (1990)
- Dance Massive (1992)
- Just Be Nice (1993)
- Crucial! Roots Classics (1994)
- Hall of Fame (1995)
- Communication (2000)
- Rock ’n’ Groove (Neuauflage 2007)
- Cross-Culture (2009)
- Combinations Vol. 1 (2009)
- Reincarnated Souls (2013), VP – 3 CD + 2 DVD Set